# Frithjof Schuon
Frithjof Schuon (/ˈʃuːɒn/; alemán: [ˈfʀiːtˌjoːf ˈʃuː.ɔn]), también conocido como Shaykh Isa Nureddin (Basilea, Suiza, 18 de junio de 1907 - Bloomington, Indiana, EE. UU., 5 de mayo de 1998), fue un metafísico suizo de ascendencia alemana, perteneciente a la escuela de pensamiento perennialista o tradicionalista. Fue autor de más de veinte obras en francés sobre la metafísica, la espiritualidad, el fenómeno religioso, la antropología y el arte, que han sido traducidas al español y a muchos otros idiomas. También fue pintor y poeta.
Con René Guénon y Ananda Coomaraswamy, Schuon es reconocido como uno de los principales representantes del siglo XX de la philosophia perennis. Al igual que ellos, afirmó la realidad de un Principio absoluto —Dios— del que emana el universo y sostuvo que todas las revelaciones divinas, a pesar de sus diferencias, poseen una esencia común: una misma Verdad. También compartió con ellos la certeza de que el hombre es potencialmente capaz de un conocimiento suprarracional y emprendió una crítica vigorosa de la mentalidad moderna, desvinculada, según él, de sus raíces tradicionales. Siguiendo a Platón, Plotino, Adi Shankara, Maestro Eckhart, Ibn Arabī y otros metafísicos, Schuon quiso afirmar la unidad metafísica entre el Principio y su manifestación.
Iniciado por el Shaykh Ahmad al-Alawī en la orden sufi Shādhiliyya, fundó la Tarīqa Maryamiyya. En sus escritos destaca la universalidad de la doctrina metafísica, junto con la necesidad de practicar una religión; también insiste en la importancia de las virtudes y de la belleza.
Schuon cultivó estrechas relaciones con un gran número de personajes de diversos horizontes religiosos y espirituales. Mostró un interés particular por las tradiciones de los indios de las Grandes Llanuras, mantuvo una firme amistad con varios de sus líderes y fue adoptado tanto por una tribu siux lakota como por la tribu crow. Tras pasar gran parte de su vida en Francia y Suiza, a los 73 años emigró a Estados Unidos. 

## Vida y obra

### Basilea, Suiza (1907-1920)
Frithjof Schuon nace en Basilea, en la Suiza alemana, el 18 de junio de 1907. Es el menor de los dos hijos de Paul Schuon, violinista de origen alemán, y de Margarete Boehler, una alsaciana. En su casa no sólo está presente la música, sino también la literatura y la religión. Los Schuon, aunque católicos, inscriben a sus hijos en las clases de catecismo luterano, la confesión predominante en Basilea.
En la escuela primaria, Schuon conoce al futuro metafísico y especialista de arte Titus Burckhardt, que será su amigo de por vida. Desde los diez años, su búsqueda de la verdad lo lleva a leer no solo la Biblia, sino también los Upanishads, el Bhagavad-Gītā y el Corán, así como a Platón, Emerson, Goethe y Schiller. Schuon dirá más tarde que, en su temprana juventud, cuatro cosas lo habían conmovido siempre profundamente: lo sagrado, lo grande, lo bello, la inocencia de la infancia.

### Francia (1920-1940)
En 1920, muere el padre de Schuon y su madre decide regresar con sus dos hijos a su ciudad natal, Mulhouse, en Francia. Schuon recibe allí la nacionalidad francesa a consecuencia del Tratado de Versalles. Un año después, con 14 años, es bautizado como católico. En 1923, su hermano ingresa en un monasterio trapense y él deja la escuela y empieza a trabajar como diseñador textil para mantener a la familia.
En ese periodo, Schuon se sumerge en el mundo del Bhagavad-Gītā y del Vedānta. Esta atracción por el hinduismo lo nutre durante diez años, aunque el joven es perfectamente consciente de que no puede abrazar esta religión. En 1924, cuando aún vive en Mulhouse, descubre las obras del metafísico francés René Guénon, que le sirven para confirmar sus intuiciones intelectuales y le proporcionan un soporte para los principios metafísicos que ha empezado a descubrir. Para Schuon, Guénon es "el profundo y poderoso teórico de todo lo que él ama".

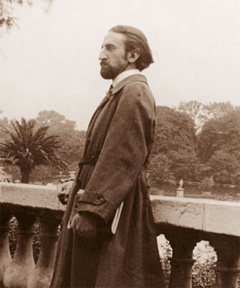
París, 1930

En 1930, tras 18 meses de servicio militar en Besanzón, Schuon se instala en París. Allí reemprende su trabajo como diseñador textil y comienza a estudiar árabe en la mezquita de la capital.
A finales de 1932 termina su primer libro, en alemán, Leitgedanken zur Urbesinnung ("Ideas directrices para la meditación primordial"). Su deseo de abandonar Occidente, cuyos valores modernos son tan contrarios a su naturaleza, y su creciente interés por el islam, lo impulsan a viajar a Marsella, el gran puerto de salida hacia Oriente. Allí conoce a dos personajes clave, discípulos ambos del shaykh Ahmad al-Alawī, un maestro sufí de Mostaganem en Argelia. Schuon ve una señal del destino en estos encuentros y se embarca hacia Argelia. En Mostaganem abraza el islam y pasa casi cuatro meses en la zāwiya del shaykh. Este lo inicia con el nombre de `Īsā Nūr al-Dīn (pron. Isa Nureddin). Sin embargo, Schuon pronto se ve obligado a regresar a Europa bajo la presión de las autoridades coloniales francesas.
Schuon no considera su filiación al islam como una conversión, ya que no reniega del cristianismo; en cada revelación ve la expresión de una misma verdad, con diferentes formas. Pero para él, en la perspectiva guenoniana que es entonces la suya, el cristianismo occidental ya no parece ofrecer, al menos institucionalmente, la posibilidad de seguir un "camino de conocimiento" bajo la guía de un maestro espiritual, mientras que tal camino sigue existiendo en el sufismo, el esoterismo islámico.
Schuon relata que una noche de julio de 1934, estando inmerso en la lectura de la Bhagavad-Gītā, vive una experiencia espiritual particular. El Nombre divino Allāh se apodera de su ser y durante tres días no puede hacer otra cosa más que invocarlo sin cesar. Poco después, se entera de que su shaykh ha muerto esa misma noche.

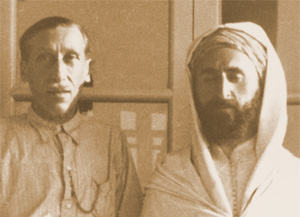
Con René Guénon (izquierda)
en El Cairo, 1938

En 1935 regresa a la zāwiya de Mostaganem, donde el shaykh Adda ben Tounes, sucesor del shaykh al-Alawī, le confiere la función de muqaddam, autorizándole así a iniciar a los aspirantes a la hermandad Alawī. De regreso a Europa, Schuon funda una zāwiya en Basilea, otra en Lausana y una tercera en Amiens. Durante los cuatro años siguientes, trabaja de nuevo como diseñador textil en Alsacia.
Una noche de finales de 1936, tras una experiencia espiritual, Schuon siente, sin ninguna duda, que ha sido investido con la función de maestro espiritual, de shaykh. Lo confirman, según relatará más tarde, los sueños visionarios que varios de sus discípulos dicen haber tenido esa misma noche. Las diferencias de perspectiva entre Schuon y la zāwiya de Mostaganem llevan a Schuon a asumir gradualmente su independencia, apoyado por Guénon.
En 1938, Schuon viaja a Egipto para conocer a Guénon, con el que ha mantenido correspondencia durante 7 años. Un año más tarde, se embarca hacia la India con dos discípulos y, durante una larga escala en El Cairo, vuelve a ver a Guénon. Poco después de su llegada a Bombay, estalla la Segunda Guerra Mundial, lo que le obliga a regresar a Europa. Sirviendo en el ejército francés, es apresado por los nazis, que planean incorporar a todos los soldados de origen alsaciano al ejército alemán para luchar en el frente ruso. Schuon escapa a Suiza, que será su hogar durante cuarenta años.

### Lausana, Suiza (1941-1980)
Schuon se instala en Lausana y sigue colaborando con la revista guenoniana Études Traditionnelles, como viene haciendo desde 1933. En 1947, tras leer Black Elk Speaks de John G. Neihardt, Schuon, que siempre ha estado profundamente interesado por los pueblos nativos de los Estados Unidos, tiene la certeza de que Black Elk (Alce Negro) sabe mucho más sobre la tradición siux de lo que contiene el libro. Pide a sus amigos estadounidenses que busquen al viejo jefe. Tras esta iniciativa, el etnólogo Joseph E. Brown recoge de Alce Negro la descripción de los siete ritos siux que formarán el contenido de La pipa sagrada.
En 1948, Schuon publica su primer libro en francés, De l'Unité transcendante des religions (De la unidad transcendente de las religiones). De este libro, T. S. Eliot escribe: "No conozco ningún libro más impresionante sobre el estudio comparativo de las religiones orientales y occidentales". Todas sus obras posteriores —más de 20— serán escritas en francés.

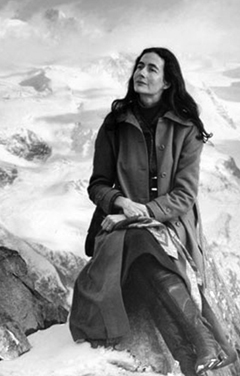
Catherine Schuon en los Alpes suizos

En 1949, Schuon se casa con Catherine Feer, una suiza alemana de formación francesa que, además de estar profundamente interesada en la religión y la metafísica, es una pintora de gran talento. Poco después de su matrimonio, recibe la nacionalidad suiza. Mientras sigue escribiendo, Schuon viaja regularmente con su esposa. Entre 1950 y 1975, la pareja visita Marruecos unas diez veces, así como diferentes países europeos, entre los cuales se encuentran Grecia y Turquía. Cerca de Éfeso visitan la que fue, supuestamente, la última casa de la Virgen María.

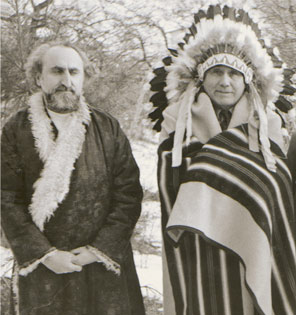
Con Thomas Yellowtail en Lausana, 1954

En el invierno de 1953, Schuon y su esposa viajan a París para asistir a las actuaciones organizadas por un grupo de danzantes crow. Entablan amistad con Thomas Yellowtail, el futuro hombre medicina y jefe de la Danza del Sol. Cinco años más tarde, los Schuon acuden a la Exposición mundial de Bruselas, donde 60 siux ofrecen espectáculos sobre el tema del Viejo Oeste. También en esta ocasión establecen nuevas relaciones con los indios americanos. Así, en 1959 y de nuevo en 1963, por invitación de sus amigos indios, los Schuon viajan al Oeste americano, donde visitan varias tribus de las llanuras y son testigos de diversas facetas de sus tradiciones sagradas. Durante la primera de estas visitas, Schuon y su esposa son adoptados por la familia siux del jefe James Nube Roja, nieto del jefe Nube Roja, y unas semanas más tarde, en un festival indio en Sheridan, Wyoming, son recibidos oficialmente en la tribu siux. Los escritos de Schuon sobre los ritos centrales de la religión de los nativos americanos y sus pinturas sobre la forma de vida de estos dan fe de su particular afinidad con este universo espiritual.
En la década de 1970, Schuon publica tres importantes obras compuestas por artículos previamente editados en la revista francesa Études Traditionnelles. Estas obras han sido traducidas con los títulos:
- Lógica y trascendencia, en la que el autor examina la filosofía moderna, las pruebas de Dios, la Substancia universal, el emanacionismo y el creacionismo, el intelecto y el sentimiento, las cualificaciones para el camino espiritual, el amor a Dios, la realización espiritual, el maestro espiritual, la belleza, la inteligencia y la certeza;
- Forma y substancia en las religiones: la verdad y la Presencia divina, las religiones, Ātmā y Māyā, los grados de la realidad, el Corán y el Profeta, la Virgen María, las virtudes y las mujeres en el budismo, las dos naturalezas de Cristo, el mal y la voluntad divina, los textos sagrados, la dialéctica espiritual y el paraíso y el infierno;
- El esoterismo como principio y como vía: exoterismo y esoterismo, el velo universal, las dimensiones hipostáticas del Principio, el Árbol de la Vida, la naturaleza humana, las virtudes, el sentimiento, la sinceridad, la sexualidad, las pruebas, la realización espiritual, la belleza, el arte, la importancia de las formas, las reliquias, las apariciones celestes, la Danza del Sol y la interioridad espiritual en el sufismo.[26]

Otro aspecto relevante de la vida de Schuon es su gran respeto y devoción por la Virgen María, como expresa a menudo en sus escritos. Por ello, sus enseñanzas y pinturas están impregnadas de una particular presencia mariana. Su veneración por la Virgen María ha sido estudiada en detalle por el profesor estadounidense James Cutsinger, que relata los dos episodios de 1965 en los que Schuon experimenta una gracia mariana especial. De ahí el nombre Maryamiyya (mariana en árabe) de la tarīqa sufí que funda como rama de la orden Shadhiliyyah-Darqawiyyah-Alawiyyah.

### Estados Unidos (1980-1998)
En 1980, Schuon y su esposa emigran a los Estados Unidos y se establecen en Bloomington, Indiana, donde ya hay una comunidad de discípulos. Durante los primeros años en Bloomington, Schuon publica una serie de obras importantes como De lo divino a lo humano, Tener un centro, Resumen de metafísica integral y Raíces de la condición humana.

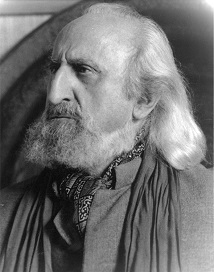
Bloomington, hacia 1990

Sus numerosos libros, junto con sus artículos y cartas, llevan a Schuon a convertirse, según Patrick Laude, en "el principal portavoz de la corriente intelectual que a veces se denomina en los países de habla inglesa perennialismo", o Escuela tradicionalista. Por ello, durante sus años en Lausana y Bloomington recibe regularmente visitas de "practicantes y representantes de diversas religiones".
Thomas Yellowtail mantiene una estrecha amistad con Schuon hasta su muerte en 1993. Lo visita cada año y lo adopta en la tribu Crow en 1984. Durante sus estancias en Bloomington, Yellowtail comparte con los Schuon y algunos de sus discípulos cantos y danzas de su pueblo en reuniones que se denominarán "días indios" y en las que se celebra el espíritu de los nativos americanos. Estas reuniones no forman parte del método espiritual, que se centra en la oración islámica y el dhikr.
En 1991, uno de los seguidores de Schuon lo acusa de mala conducta durante algunas reuniones colectivas. Se inicia una investigación preliminar, pero el fiscal jefe concluye que no hay «ni el más mínimo indicio» para acusarlo y señala el carácter extremadamente dudoso del denunciante, que ya había sido condenado anteriormente por hacer declaraciones falsas en otro asunto similar.
 

Hasta el final de su vida, Schuon sigue recibiendo visitantes y manteniendo correspondencia asidua con discípulos, estudiosos y lectores. En los últimos años de su vida compone más de tres mil poemas que califica de "didácticos" (Sinngedichte o Lehrgedichte) pues combinan doctrina, consejos espirituales y recuerdos. Estos poemas, como los de juventud, están compuestos en su lengua materna, el alemán, y son la continuación de una serie escrita en árabe y otra en inglés. Testamento versificado, sintetizan su mensaje filosófico y espiritual, que se articula en torno a cuatro elementos clave: la verdad, la oración, la virtud y la belleza. Menos de dos meses antes de su muerte, acaecida en Bloomington el 5 de mayo de 1998 a la edad de 90 años, Frithjof Schuon escribe sus últimos versos:
Ich wollte dieses Buch schon lang beschließen – 

Ich konnte nicht; ich musste weiter dichten. 

Doch diesmal legt sich meine Feder nieder,

Denn es gibt andres Sinnen, andre Pflichten; 

Wie dem auch sei, was wir auch mögen tun:

Lasst uns dem Ruf des Höchsten Folge leisten –

Lasst uns in Gottes tiefem Frieden ruhn.

                                                   Das Weltrad VII, CXXX
Hace mucho que quería concluir este libro— 

No podía; tenía que continuar componiendo.

Pero esta vez, mi pluma descansa, 

Pues hay otras preocupaciones, otros deberes; 

En cualquier caso, hagamos lo que hagamos: 

Acatemos la llamada del Altísimo— 

Descansemos en la Paz profunda de Dios. 

                                                La rueda cósmica VII, CXXX

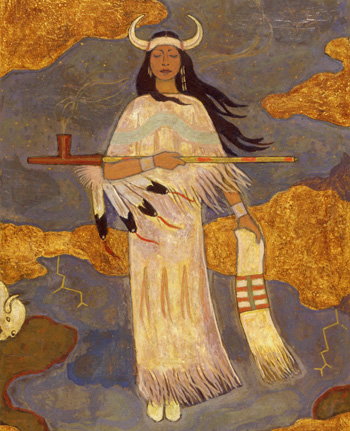
"Aparición de la Mujer Bisonte blanco", detalle de un óleo
de F. Schuon, 1959

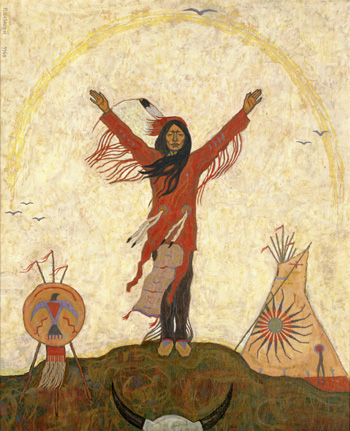
"Saludo al Gran Espíritu", óleo
de F. Schuon, 1963

## Pensamiento
Para Seyyed Hossein Nasr, Frithjof Schuon es «a la vez metafísico, teólogo, filósofo tradicional y lógico», una «autoridad» en «religión comparada» y en «la ciencia del hombre y de la sociedad», «intérprete de las artes y civilizaciones tradicionales [...], guía espiritual y crítico del mundo moderno no sólo en sus aspectos prácticos, sino también en sus dimensiones filosóficas y científicas».
En sus escritos, Schuon aborda principalmente los campos de «la metafísica esencial, por tanto universal, con sus ramificaciones cosmológicas y antropológicas; la espiritualidad en el sentido más amplio; la ética y la estética intrínsecas; los principios y los fenómenos tradicionales; las religiones y sus esoterismos; y el arte sagrado».

### Doctrina

#### Perennialismo
Los principios de lo que se convertiría en la Escuela tradicionalista o perennialista fueron formulados inicialmente en la década de 1920 por René Guénon y en la de 1930 por Frithjof Schuon. Los metafísicos y especialistas de arte Ananda Coomaraswamy y Titus Burckhardt fueron asimismo eminentes representantes de esta corriente intelectual. Según el escritor perennialista William Stoddart, «la idea central de la filosofía perenne es que la Verdad divina es una, intemporal y universal, y que las diferentes religiones no son más que lenguajes diferentes que expresan esta única Verdad» y de ahí el título que Schuon dio a su primer libro en francés: De la unidad transcendente de las religiones. Para Patrick Laude, un autor perennialista es «aquel que afirma la universalidad y la primordialidad de los principios metafísicos fundamentales, y la perennidad de la sabiduría que actualiza estos principios en el hombre, tal como los expresan todas las grandes revelaciones y las principales enseñanzas de los sabios y los santos a través de los tiempos».
Según Harry Oldmeadow, esta verdad o sabiduría primordial «ha recibido numerosos nombres: Philosophia Perennis, Lex Aeterna, Hagia Sophia, Dīn al-Haqq, Akālika Dhamma, Sanātana Dharma, etc.». Schuon señala que esta sabiduría primordial está claramente presente en Adi Shankara, Pitágoras, Platón, Plotino y otros representantes del esoterismo quintaesencial.
En Tras las huellas de la religión perenne, Schuon distingue las tres nociones de filosofía (philosophia), sabiduría (sophia) y religión (religio) perennes para mostrar tanto su concordancia como sus particularidades : 

El término de philosophia perennis, que apareció a partir del Renacimiento, y del que la neoescolástica ha hecho uso ampliamente, designa la ciencia de los principios ontológicos fundamentales y universales; ciencia inmutable como estos mismos principios, y primordial por el hecho mismo de su universalidad y su infalibilidad. Utilizaríamos de buen grado el término de sophia perennis para indicar que no se trata de «filosofía» en el sentido corriente y aproximado de la palabra —la cual sugiere simples construcciones mentales, surgidas de la ignorancia, la duda y las conjeturas, e incluso del gusto por la novedad y la originalidad— o, también, podríamos emplear el término de religio perennis, refiriéndonos entonces al lado operativo de esta sabiduría, o sea a su aspecto místico o iniciático.

Para Laude, lo que caracteriza la enseñanza de Schuon no es tanto la noción de «unidad transcendente de las religiones» como una «reformulación de la Sophia perennis, o Religio perennis, entendida como la conjunción de una doctrina metafísica con una vía de realización espiritual».

#### Metafísica
Schuon considera la «pura» metafísica como 1) «esencial», es decir, «independiente de toda formulación religiosa»; 2) «primordial», a saber como «la verdad que existía antes de todo formalismo dogmático»; y 3) «universal», en el sentido de que «engloba todo simbolismo intrínsecamente ortodoxo» y «puede por consiguiente combinarse con todo lenguaje religioso». Para él, la metafísica pura puede resumirse mediante el siguiente enunciado vedántico: Brahma satyam jagan mithyā jīvo brahmaiva nāparah (Brahma (Brahman) es la Realidad; el mundo es la apariencia; el alma no es distinta a Brahma).
La metafísica expuesta por Schuon se basa en la doctrina de lo que el Advaita Vedānta hindú designa con los términos de Ātmā (Ātman) y Māyā. Ātmā es el Sí, a la vez transcendente e inmanente. En correlación con Māyā, Ātmā designa lo Real, lo Absoluto, el Principio, el Supra-Ser, Brahma; y Māyā, lo ilusorio, lo relativo, la manifestación. Schuon desarrolla este principio metafísico, particularmente en Forma y substancia en las religiones, basándose en la doctrina sufí de los grados de realidad, conocida con el nombre de «las cinco Presencias divinas»:
- El conjunto de los grados 1 y 2 corresponden a Dios, el Principio, lo Absoluto:

1. Ātmā: Supra-Ser, Divinidad impersonal, Principio supremo, Realidad absoluta, Esencia, nirguna Brahma.
- Los grados 2 a 5 corresponden a Māyā:

2. Māyā in divinis (lo «Absoluto relativo», «Ātmā en cuanto que Māyā»): Ser, Dios personal, Principio creador, Espíritu increado, saguna Brahma, Īshvara.
- Los grados 3 a 5 corresponden a la manifestación, al cosmos, a la creación:

3. Manifestación supraformal: Espíritu creado (Intelecto, Logos, Buddhi), paraíso, ángeles.
- Los grados 4 y 5 corresponden a la manifestación formal:

4. Manifestación sutil o anímica: el mundo del alma y de los «espíritus» (jinns, sílfides, salamandras, gnomos, etc.).
5. Manifestación grosera o material: el mundo visible.
En el ser humano (el microcosmos), los cinco grados corresponden, en sentido inverso, al cuerpo y al alma sensorial y mortal (5); al alma suprasensorial e inmortal (4); al espíritu (o intelecto) creado (3); al espíritu (o intelecto) increado (2); al Sí absoluto e infinito (1). La presencia en el hombre —«creado a imagen de Dios»— de los tres grados superiores permite comprender la posibilidad de un conocimiento que transciende las limitaciones de la subjetividad y que permite pues «ver las cosas como son», es decir objetivamente: es la gnosis.
Al igual que para Platón en la antigua Grecia, Adi Shankara en el hinduismo, el Maestro Eckhart y Gregorio Palamas en el cristianismo o Ibn Arabī en el islam –por no citar más que algunos ejemplos–, Schuon sostiene que el discernimiento esencial en metafísica es el que se establece entre lo Real y lo no-real (lo ilusorio), Ātmā y Māyā. Lo Real o el Supra-Ser, que es absoluto e infinito, es la esencia de todo bien (el Sumo Bien); como recuerda san Agustín, comunicarse está en la naturaleza del Bien (Agathón) y de ahí la proyección de Māyā, que es a la vez divina (Īshvara), celestial (Buddhi y Svarga) y «terrenal» —esta última incluye el ámbito de la transmigración (Samsāra)—. Todo bien que ofrece el mundo viene de la irradiación del Sumo Bien y todo mal, de su alejamiento. Māyā vela a Dios, lo Absoluto, y lo revela al mismo tiempo.

#### Esoterismo
La mayoría de las religiones conllevan a la vez una dimensión exotérica y una esotérica. Schuon califica el esoterismo religioso de "relativo" para diferenciarlo del esoterismo «absoluto» o «quintaesencial», que no está ni limitado ni totalmente expresado por una forma religiosa o una escuela teológica particulares.
Para Schuon, la metafísica integral —que parte de la distinción entre Ātmā y Māyā (lo Absoluto y lo relativo)— es la substancia misma del puro esoterismo y debe unirse con un método de realización pues, como subraya Patrick Laude : 

La perspectiva esotérica no es reducible a una comprensión conceptual, puesto que es esencialmente una conformidad intelectiva y «existencial» con la Realidad, o una asimilación espiritual y moral de la naturaleza de las cosas. Como a menudo ha recordado Frithjof Schuon, conocer es ser. El esoterismo vivo es, en su cumbre, la sabiduría en la que ser y conocer coinciden.

Hay pues continuidad entre el exoterismo y el esoterismo cuando este se manifiesta como la dimensión interior de aquel y adopta por consiguiente su «lenguaje», y hay discontinuidad cuando el esoterismo trasciende toda religión: es la religio perennis, el esoterismo intemporal, esencial, primordial y universal. Esta constituye «la unidad transcendente de las religiones» y se basa, por lo que respecta al método, en una de las revelaciones, a la vez que tiene por objeto la Verdad una, común a todas ellas.

#### Sufismo
Para Schuon, el sufismo (tasawwuf en árabe) —«la médula del islam»— es esencialmente «la sinceridad de la fe»; «en el plano de la doctrina», esta sinceridad es fruto de una «visión intelectual» que saca de la idea de la unidad «las consecuencias más rigurosas; el resultado de ello es no sólo la idea del mundo-nada, sino también la de la Identidad suprema». Laude subraya la distinción que Schuon establece entre un sufismo «quintaesencial», puramente esotérico, y un sufismo «medio» que, aunque tienda hacia el esoterismo, depende de la mentalidad exotérica y es propenso, por consiguiente, a «la intensificación de los actos piadosos, a la exteriorización emocional, al celo obedencial y a la acentuación excesiva de los escrúpulos formales y del temor de Dios». Para Laude, «la definición schuoniana más precisa y sucinta» del sufismo quintaesencial —como de cualquier otra espiritualidad en su dimensión esencial— es «la díada doctrinal fundamental de Schuon, a saber, el discernimiento entre lo Absoluto y lo relativo, y el método correspondiente de concentración exclusiva en lo Absoluto».
Schuon considera que «[t]odo el sufismo [...] puede resumirse en estas cuatro palabras: Haqq, Qalb, Dhikr, Faqr: "Verdad", "Corazón", "Recuerdo", "Pobreza"».
- al-haqq (la verdad, la realidad) «coincide con la Shahādah, el doble Testimonio»[77] («lā ilāha illā Llāh, Muhammadun rasūlu Llāh: no hay más dios que Dios, Muhammad es el enviado de Dios»),[78] que enuncia «la Verdad metafísica, cosmológica, mística y escatológica».[77] Resumiendo el pensamiento de Schuon, Laude señala que el primer testimonio significa teológica o exotéricamente que no hay más que un Dios y, metafísicamente, que Él es la única realidad.[79] Esta segunda acepción —la de los sufíes— significa para Schuon no solamente «que sólo Dios es real, contrariamente al mundo, el cual, siendo contingente, es ilusorio», sino también «que ninguna existencia puede situarse fuera de Dios; que todo lo que existe "no es distinto de Él", pues, de lo contrario, el mundo precisamente no existiría».[80] Este último sentido, añade Laude, se desprende también del segundo testimonio que, esotéricamente, enuncia la relación unitiva entre «lo condicionado y lo Incondicionado, lo relativo y lo Absoluto».[81]

- al-qalb (el corazón) es «el centro existencial e intelectual» del ser humano,[82] la «sede de la presencia divina y por lo tanto de la certeza metafísica»[83] y también, más comúnmente, la sede de la fe.[84] «Él representa el intelecto en el doble aspecto del conocimiento y del amor»[85] y «desemboca, gracias al prodigio de la Inmanencia, en el "Sí" divino y en la infinitud a la vez extintiva y unitiva de lo cognoscible, luego de lo Real».[86] Así, la verdad (al-haqq) «debe ser aceptada, no solamente con el pensamiento, sino con el Corazón, luego con todo lo que somos».[77]

- al-dhikr (el recuerdo, la mención, la invocación), para Schuon, es «la actualización permanente, por medio de la palabra sacramental, de [la] fe o de [la] gnosis» que reside en el corazón.[77] Pese a que la palabra dhikr abarca toda práctica dirigida hacia Dios, Harry Oldmeadow subraya que Schuon, cuando se trata de sufismo, utiliza siempre este término en su acepción más elevada: la invocación del nombre «Allāh».[87] Laude sostiene que Schuon, siguiendo la tradición sufí, considera este rito —sometido a autorización[88]— «como la práctica central del tasawwuf».[89] A la pregunta: «¿por qué invocar?», Schuon contesta: «la respuesta más profunda sería sin duda: "porque existo", porque la Existencia es en cierta manera la Palabra de Dios, mediante la cual se nombra a Sí mismo. Dios pronuncia su Nombre para manifestarse —para "crear"— en la dirección de la "nada", y el ser relativo pronuncia este Nombre para "ser", es decir, para "volver a ser lo que él es", en la dirección a la Realidad.»[90] «El Nombre supremo», cualquiera que sea la vía espiritual practicada, «es a la vez Verdad metafísica y Presencia salvadora».[91]

- al-faqr (la pobreza espiritual) es «la simplicidad y la pureza del alma, las cuales hacen posible» la actualización de la fe o de la gnosis, «confiriéndole la sinceridad sin la cual no hay acto válido».[77] Comentando la obra schuoniana, Laude define al-faqr como «la humildad en cuanto ausencia de todo egocentrismo y en cuanto vacío por Dios».[92] Schuon ve en esta actitud de «santa pobreza» o de «anulación de sí», «la virtud espiritual por excelencia», actitud que implica «el desapego, la sobriedad, la paciencia, [...] el contento», «la resignación a la Voluntad de Dios y la confianza en su Misericordia», y que es «como una anticipación de la extinción en Dios».[93]

### Método

#### Vía espiritual
Según Ali Lakhani, director de la revista Sacred Web, para Schuon, el sentido de la vida no es más que la búsqueda de Dios o de la Verdad que reside en todo ser humano. Schuon afirma que el hombre es «un puente entre la Tierra y el Cielo» y que «la noción de lo Absoluto y el amor de Dios constituyen la esencia misma de la subjetividad humana —esta subjetividad que es una prueba tanto de nuestra inmortalidad como de Dios, y que es propiamente una teofanía—».
Schuon recuerda que la vida espiritual comprende tres vías fundamentales, que corresponden a otros tantos temperamentos humanos: 1) la vía de la acción, de las obras, del ascetismo y del temor (el karma-mārga o karma-yoga del hinduismo); 2) la vía del amor, de la devoción (bhakti-mārga); y 3) la vía de la gnosis, de la contemplación unitiva (jñāna-mārga); en el sufismo: makhāfah, mahabbah, ma`rifah. Las dos primeras son dualistas y exotéricas, y se basan en la revelación, mientras que la vía del conocimiento es monista y esotérica, y se basa en la intelección apoyada por la revelación. Al igual que la vía del amor no puede prescindir de la acción y del temor reverencial, de igual manera la vía esotérica o metafísica no puede excluir los otros dos modos.
Según Schuon, la vía esotérica –la del conocimiento o de la gnosis– se encuentra en el corazón de todas las grandes religiones. Consiste esencialmente en: 1) el discernimiento entre lo Real y lo ilusorio, Ātmā y Māyā, Nirvāna y Samsāra, lo Absoluto y lo relativo, o Dios y el mundo; 2) la concentración en lo Real, y 3) la moralidad intrínseca, la virtud. Este discernimiento sería puramente teórico sin la concentración en lo Real por los ritos y la oración, es decir sin un vínculo efectivo con Dios, el «Sumo Bien», basado en una piedad auténtica y un desapego suficiente del mundo y del ego. Schuon subraya que esta vía hacia Dios «implica siempre una inversión: de la exterioridad hay que pasar a la interioridad, de la multiplicidad a la unidad, de la dispersión a la concentración, del egoísmo al desapego, de la pasión a la serenidad».
Schuon considera que el método de toda vía espiritual se basa en los ritos exotéricos y esotéricos de la religión practicada y de ninguna otra. La oración es su elemento central pues sin ella el corazón no puede asimilar o realizar —con la ayuda de la gracia divina— lo que la mente ha podido captar. Schuon recuerda los tres modos de oración: la oración personal en la que el orante se abre de modo espontáneo e informal a Dios; la oración canónica, impersonal, prescrita por su tradición; y la oración invocatoria u oración del corazón (japa, dhikr) que «es ya una muerte y un encuentro con Dios y nos sitúa ya en la Eternidad; es ya algo del Paraíso e incluso, en su misteriosa e "increada" quintaesencia, algo de Dios». Esta forma de oración es la invocación de un nombre divino, de una fórmula sagrada, de un mantra; concilia la trascendencia y la inmanencia de la verdad pues si, por una parte, esta supera infinitamente lo humano, el gnóstico sabe, escribe Schuon, que está igualmente «inscrita en la propia substancia de su espíritu». Dios es a la vez lo más alto y lo más profundo y el conocimiento que un ser «realizado» puede tener de Él es, en realidad, el conocimiento que Dios tiene de sí mismo a través de este ser.

#### Virtudes
Schuon insiste en sus escritos sobre el hecho de que las dos exigencias que son la doctrina y el método serían inoperantes sin un tercer elemento, la virtud, pues la vida espiritual tiene que integrar necesariamente las tres facultades humanas: la inteligencia (doctrina, verdad, discernimiento), la voluntad (método, oración, concentración) y el alma (carácter, virtud, conformidad moral). Para él, la virtud es, en efecto, «la forma inicial de la unión espiritual; sin ella, nuestro conocer y nuestro querer no nos sirven para nada». Tener una virtud, según Schuon, «es, antes que nada, no tener el defecto que le es contrario, pues Dios nos ha creado virtuosos, nos ha creado a su imagen, los defectos están sobreañadidos». Pero en realidad, precisa, no somos nosotros «quienes poseemos la virtud, la virtud es quien nos posee»; es «como una reverberación del Sumo Bien, en la que participamos mediante nuestra naturaleza o por nuestra voluntad, fácil o difícilmente, pero siempre por la gracia de Aquel que es».
La humildad, la caridad y la veracidad, es decir, la anulación del ego, el don de sí y la adhesión a la verdad son, para Schuon, virtudes esenciales, que corresponden asimismo a las tres etapas de la vía espiritual: purificación, plenitud y unión. El sentido de nuestra pequeñez, el sentido de lo sagrado y la piedad son condiciones indispensables para que florezcan las virtudes. Resumiendo al autor, James Cutsinger señala que la virtud perfecta coincide con las verdades metafísicas y que realiza estas verdades existencialmente. Dicho de otro modo, como subraya Schuon, «se necesita la verdad para la perfección de la virtud, como se necesita la virtud para la perfección de la verdad».

#### Belleza
Aunque Schuon considera que las bases de toda vía espiritual son la verdad, la oración y la virtud, insiste también en la importancia de un cuarto elemento: la belleza. Para él, la interiorización de la belleza presupone la nobleza de carácter y al mismo tiempo la produce. Su función «es actualizar en la criatura inteligente y sensible el recuerdo de las esencias y abrir así la vía hacia la Noche luminosa de la Esencia una e infinita».
A la consciencia de la belleza divina debe corresponder no solo la belleza interior, es decir las virtudes, sino también el sentido de la belleza exterior, ya sea en la contemplación de la naturaleza o en la sensibilidad artística, sin olvidar el papel interiorizante, en el propio hogar, de un ambiente tradicional hecho de belleza y serenidad, y ajeno a los caprichos de la modernidad. «La belleza, cualquiera que pueda ser el uso que el hombre haga de ella, pertenece fundamentalmente a su Creador, que mediante ella proyecta en la apariencia algo de su ser.» Para Schuon, estas consideraciones encuentran su fuente y justificación en la naturaleza teomórfica del ser humano, que es inmutable y no evolutiva, contrariamente a lo que defiende la ciencia moderna.

### Temas vinculados

#### Crítica del modernismo
Resumiendo el pensamiento de Schuon, Seyyed Hossein Nasr recuerda que es en Europa, en el Renacimiento, donde se inicia la visión «modernista» o reductora de la condición humana y del universo, antes de afectar, unos siglos después, a los demás continentes. Al reducir cada vez más al hombre a sus aspectos racional y animal en detrimento de su dimensión espiritual y del fin de su vida terrenal, el modernismo influye tanto en la filosofía como en la religión, la ciencia o el arte. Sus principales características son, según Schuon, el racionalismo, que niega la posibilidad de un conocimiento objetivo de lo supraracional, el materialismo, según el cual solo la materia da un sentido a la vida, el psicologismo, que reduce lo espiritual y lo intelectual a lo psíquico, el escepticismo, el relativismo, el existencialismo, el individualismo, el progresismo, el evolucionismo, el cientificismo, el empirismo, sin olvidar el agnosticismo y el ateísmo.
Pese a la envergadura de sus descubrimientos en el plano físico, Schuon reprocha a la ciencia moderna el ser «a la vez un racionalismo totalitario que elimina tanto la Revelación como el Intelecto, y un materialismo totalitario que ignora la relatividad metafísica —y por consiguiente la impermanencia— de la materia y del mundo; ignora que lo suprasensible —que está más allá del espacio y del tiempo— es el principio concreto del mundo y que, en consecuencia, también está en el origen de esta coagulación contingente y cambiante que llamamos "materia"». Así, también según Schuon, la contradicción del cientificismo, es «querer dar cuenta de lo real sin el concurso de esa ciencia inicial que es la metafísica, luego ignorar que sólo la ciencia del Absoluto da sentido y disciplina a la ciencia de lo relativo». Esta concepción de un universo que ignora tanto el principio de «la emanación creadora» como el de la «jerarquía de los mundos invisibles» ha engendrado al «hijo más típico del espíritu moderno», la teoría de la evolución de las especies, con su corolario: la ilusión de un progreso cualitativo de la humanidad.
La crítica de Schuon se extiende también a la filosofía –«el amor a la sabiduría»– que, originalmente, era el hecho de «pensar en función del Intelecto inmanente y no con la simple razón». La filosofía es «la ciencia de todos los principios fundamentales». Opera con la intuición intelectual —la intelección— «que "percibe", y no con la sola razón, que "concluye"», y de ahí el abismo que separa la certeza del sabio de la opinión del filósofo moderno.
Para Schuon, en definitiva, solo hay dos posibilidades: «civilización integral y espiritual, que implica abusos y supersticiones, y civilización fragmentaria, materialista y progresista, que implica —muy provisionalmente— ciertas ventajas terrenales, pero que excluye lo que constituye la razón suficiente y el fin último de toda existencia humana».

#### Arte sagrado

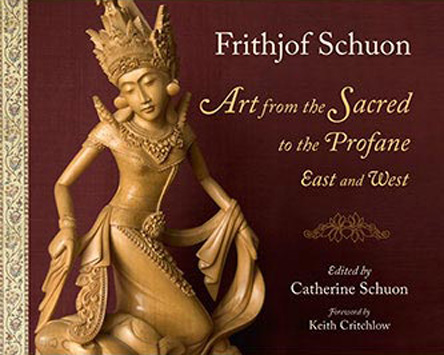
Portada de una antología ilustrada de los escritos de Schuon sobre el arte, editada por su esposa:
Art from the Sacred to the Profane, East and West

En una perspectiva análoga a la de Ananda Coomaraswamy y de Titus Burckhardt, Frithjof Schuon recuerda que «el arte sagrado es en primer lugar la forma visible y audible de la Revelación, y después su revestimiento litúrgico indispensable». Este arte comunica «verdades espirituales, por una parte, y una presencia celestial, por otra». James Cutsinger subraya que, para Schuon, un arte es sagrado «no por la intención personal del artista, sino por el contenido, el simbolismo y el estilo, luego por elementos objetivos», que deben respetar las reglas canónicas propias de la religión del artista. Este, según Martyn Amugen que cita a Schuon, debe estar «santificado o en estado de gracia» pues el lenguaje de lo sagrado «no puede emanar del simple gusto profano, ni siquiera del genio, sino que debe proceder esencialmente de la tradición», que «no puede ser remplazada, y todavía mucho menos superada, por los recursos de lo humano». Así, los pintores de iconos, por ejemplo, «eran monjes que antes de ponerse al trabajo se preparaban mediante el ayuno, la oración, la confesión y la comunión» a fin de dominar los dos escollos que acechan a todo artista: «un virtuosismo que se ejerce hacia el exterior y hacia la superficialidad, y un convencionalismo sin inteligencia y sin alma».
Haciéndose eco del pensamiento schuoniano, Cutsinger señala que las diferentes formas de arte sagrado tienen como objeto la «transmisión de intuiciones intelectuales», que confieren así «una ayuda directa a la espiritualidad», y observa que este arte comunica a la vez «verdades metafísicas, valores arquetípicos, hechos históricos, estados espirituales y actitudes psicológicas».
Al evocar la transición de la Edad Media —con el arte bizantino, románico y gótico primitivo— al Renacimiento, Schuon observa que «el Arte cristiano, que era un arte sagrado, simbólico, espiritual» cedió ante la llegada del arte neoantiguo, de carácter naturalista y sentimental, que no respondía «más que a las aspiraciones psíquicas colectivas». Habiendo roto con la tradición, escribe Amugen refiriéndose a Schuon, el arte se hizo «humano, individual, es decir, arbitrario [...], signos infalibles de una decadencia», y toda voluntad de restaurar su carácter sagrado debe pasar necesariamente por el abandono del relativismo individualista para remontarse a las fuentes, que se sitúan en lo intemporal y lo inmutable.

#### Desnudez sagrada
Autor de un estudio sobre la deiformidad del ser humano en la obra schuoniana, Timothy Scott señala esta idea inicial de Schuon: «La distinción entre lo Absoluto y lo Infinito enuncia los dos aspectos fundamentales de la Realidad, el de la esencialidad y el de la potencialidad; esa es la prefiguración principial más alta del polo masculino y el polo femenino». Schuon ve en el cuerpo humano un «mensaje de verticalidad ascendente y unitiva [...]; en modo riguroso, trascendente, objetivo, abstracto, racional y matemático» en el varón, «y en modo dulce, inmanente, concreto, emocional y musical» en la mujer. La belleza de la mujer, subraya Patrick Laude, «desempeña un papel preponderante en la alquimia espiritual que emana de la obra y de la personalidad espiritual de Schuon»; este papel concuerda con las «más elevadas expresiones del sufismo gnóstico», como dan fe de ello «Ibn Arabī y Rūzbehān entre muchos otros».
Resumiendo el pensamiento de Schuon, Scott recuerda que la desnudez representa la norma —el hombre primordial estaba desnudo al igual que lo están los pueblos primitivos— y que «simboliza el esoterismo quitaesencial […], la Verdad no velada», mientras que el vestido ordinario representa el exoterismo. En su biografía de Schuon, luego de poner de relieve las convergencias de puntos de vista que unen a Schuon, Rūzbehān, Omar Khayyam y Henry Corbin sobre el alcance espiritual de la desnudez, Jean-Baptiste Aymard cita este extracto de una carta de Schuon: «Dada la degeneración espiritual de la humanidad, el más alto grado posible de belleza, el cual pertenece al cuerpo humano, no puede desempeñar un papel en la piedad ordinaria; pero esta teofanía puede ser un soporte en la espiritualidad esotérica, como muestra el arte sagrado de los hindúes y de los budistas. La desnudez significa la interioridad, la esencialidad, la primordialidad y por consiguiente la universalidad [...]; el cuerpo es la forma de la esencia y así la esencia de la forma».
En una entrevista publicada en 1996 por la revista estadounidense The Quest: Philosophy, Science, Religion, The Arts, Schuon expone el carácter sagrado de la desnudez: 

De manera totalmente general, la desnudez expresa y actualiza virtualmente un retorno a la esencia, al origen, al arquetipo, luego al estado celestial. "Y por eso, desnuda, danzo", como decía, después de haber descubierto el divino Sí en su corazón, la gran santa cachemir Lallā Yogishvarī. Ciertamente hay en la desnudez una ambigüedad de facto debida a la naturaleza pasional de la humanidad; pero hay también el don de la contemplación que puede neutralizarla, como ocurre precisamente en la «desnudez sagrada». Así, no solo está la seducción de las apariencias sino también la transparencia metafísica de los fenómenos, que permite percibir la esencia arquetípica a través de la experiencia sensorial. El santo obispo Nonnos, cuando vio a santa Pelagia entrar desnuda en la pila bautismal, dio gracias a Dios por no haber puesto en la belleza humana solo una ocasión de caída sino también una ocasión de elevación hacia Dios.

En un pasaje publicado de sus Mémoires, inéditas en gran parte, Schuon observa «lo despreciable que es el culto neopagano y ateo del cuerpo y de la desnudez. Lo que en la naturaleza es noble en sí, solo es bueno para nosotros en su función de soporte de lo sobrenatural; cultivado fuera de Dios, pierde fácilmente su nobleza y se convierte en una humillante sandez, como justamente dan prueba de ello la estupidez y la fealdad del nudismo mundano».

## Obras
Editor: José. J. de Olañeta, Palma de Mallorca, España.

### Ensayos
En orden cronológico de la edición original francesa.
- De la unidad transcendente de las religiones. 2004. ISBN 978-84-7651-842-7.
- El ojo del corazón. 2003. ISBN 978-84-7651-837-3.
- Perspectivas espirituales y hechos humanos. 2001. ISBN 978-84-9716-010-0.
- Senderos de gnosis. 2002. ISBN 978-84-7651-838-0.
- Castas y Razas seguido de Principios y criterios del arte universal. 1983. ISBN 978-84-7651-449-8.
- Las estaciones de la sabiduría. 2001. ISBN 978-84-7651-828-1.
- Imágenes del espíritu: shinto, budismo, yoga. 2001. ISBN 978-84-7651-832-8.
- Comprender el Islam. 2009. ISBN 978-84-9716-634-8.
- Miradas a los mundos antiguos. 2004. ISBN 978-84-7651-841-0.
- Lógica y transcendencia. 2000. ISBN 978-84-7651-794-9.
- Forma y substancia en las religiones. 1998. ISBN 978-84-7651-668-3.
- El esoterismo como principio y como vía. 2003. ISBN 978-84-7651-843-4.
- El sufismo, velo y quintaesencia. 2002. ISBN 978-84-9716-032-2.
- Cristianismo-Islam: Visiones de ecumenismo esotérico. 2003. ISBN 978-84-7651-834-2.
- De lo divino a lo humano. 2000. ISBN 978-84-7651-801-4.
- Tras las huellas de la religión perenne. 1982. ISBN 978-84-7651-446-7.
- Aproximaciones al fenómeno religioso. 2000. ISBN 978-84-7651-800-7.
- Resumen de metafísica integral. 2000. ISBN 978-847651-609-6.
- Tener un centro. 2001. ISBN 978-84-7651-833-5.
- Raíces de la condición humana. 2002. ISBN 978-84-9716-029-2.
- El juego de las máscaras. 2002. ISBN 978-84-7651-840-3.
- La transfiguración del hombre. 2003. ISBN 978-84-7651-839-7.

### Poesías
- El camino hacia el corazón.
- Adastra & Stella Maris. 2007. ISBN 978-84-9716-430-6.
- Hojas de otoño & El anillo.
- Cantos sin nombre I a XII.
- La rueda cósmica I a VII.

### Compilaciones de escritos de F. Schuon
- Béguelin, Thierry (1990). Las perlas del peregrino. ISBN 978-84-7651-473-3.
- Béguelin, Thierry (2015). Cartas de un maestro espiritual. ISBN 978-84-9716-916-5.
- Schuon, Catherine (2011). Arte sagrado y arte profano de oriente y occidente. ISBN 978-84-9716-741-3.
- Schuon, Frithjof (1992). El sol emplumado: los indios de las praderas a través del arte y la filosofía. ISBN 978-84-7651-149-7.
- Schuon, Frithjof (1998). Tesoros del Budismo. Barcelona: Paidós. ISBN 978-84-4930-607-5.
- Schuon, Frithjof (2002). Meditaciones de viaje. ISBN 84-9716-016-9.

No traducidas
- Béguelin, Thierry (2016). La conscience de l'Absolu : aphorismes et enseignements spirituels. Lagorce, Francia: Hozhoni. ISBN 978-2-37241-020-5.
- Casey, Patrick (2012). Echoes of Perennial Wisdom. Bloomington/IN, EE. UU.: World Wisdom. ISBN 978-1-936597-00-0.
- Chetan, Ghislain (2015). De tout cœur et en l'esprit : choix de lettres d'un maître spirituel. París, Francia: L'Harmattan. ISBN 978-2-34307-753-6.
- Chetan, Ghislain (2018). Par "l'amour qui meut le soleil et les autres étoiles" : méditations et notes de voyage. Lagorce, Francia: Hozhoni. ISBN 978-2-37241-054-0.
- Cutsinger, James S. (2004). The Fullness of God: Frithjof Schuon on Christianity. Bloomington/IN, EE. UU.: World Wisdom. ISBN 978-0-941532-58-7.
- Cutsinger, James S. (2005). Prayer fashions Man. Bloomington/IN, EE. UU.: World Wisdom. ISBN 0-941532-65-8.
- Cutsinger, James S. (2013). Splendor of the True: a Frithjof Schuon Reader. Albany/NY, EE. UU.: State University of New York Press. ISBN 978-1-4384-4610-3.
- Nasr, Seyyed Hossein (2005). The Essential Frithjof Schuon. Bloomington/IN, EE. UU.: World Wisdom. ISBN 0-941532-92-5.

### Monografías
- Amugen, Martyn (2016). The Transcendental Unity of Religions and the Decline of the Sacred. Bangkok: Lap Lambert, Academic Publishing. ISBN 978-3-659-92558-0. Consultado el 17 de febrero de 2022.
- Casey, Jennifer (2012). Frithjof Schuon Messenger of the Perennial Philosophy [registro de DVD]. Bloomington/IN, EE. UU.: World Wisdom Books. ISBN 978-1-936597-04-8.
- Chevilliat, Bernard, ed. (1999). «Frithjof Schuon 1907-1998. Connaissance et Voie d'intériorité. Biographie, études et témoignages.». Connaissance des Religions, volumen especial sobre Frithjof Schuon. Artículos de J.-B. Aymard, J. Cutsinger, M. Fitzgerald, P. Laude, M. Lings, S.H. Nasr, W. Perry, Sw. Ramdas, et al. (Paris: Le Courrier du Livre). ISBN 2-7029-0392-4. Consultado el 17 de febrero de 2022.
- Cutsinger, James S. (1997). Advice to the Serious Seeker: Meditations on the Teaching of Frithjof Schuon. Albany/NY, EE. UU.: State University of New York Press. ISBN 978-0-7914-3250-1.
- Fitzgerald, Michael O. (2020). Frithjof Schuon mensajero de la Sophia Perennis. Palma de Mallorca, España: José J. de Olañeta Editor. ISBN 978-84-9716-192-3.
- Laude, Patrick (2020). Clefs métaphysiques de la Sophia perennis : comprendre le langage inter-religieux de Frithjof Schuon. Lagorce, Francia: Hozhoni. ISBN 978-2-37241-075-5.
- Laude, Patrick; Aymard, Jean-Baptiste, eds. (2002). Frithjof Schuon. Les Dossiers H. Lausana, Suiza: L’Âge d’Homme. Artículos de J.-B. Aymard, J. Biès, J. Cutsinger, J. Hani, P. Laude, J.-P. Laurant, M. Lings, J.-L. Michon, S.H. Nasr, H. Oldmeadow, H. Smith, M. Perry, C. Schuon, R. Shah-Kazemi, M. Soares de Azevedo, W. Stoddart, et al. ISBN 978-2-8251-1458-2. Consultado el 17 de febrero de 2022.
- Oldmeadow, Harry (2010). Frithjof Schuon and the Perennial Philosophy. Bloomington/IN, EE. UU.: World Wisdom Books. ISBN 978-1-935493-09-9. Consultado el 17 de febrero de 2022.
- Prats, Josep M.; Serra, Esteve, eds. (2004). Frithjof Schuon (1907-1998): notas biográficas, estudios, homenajes. Palma de Mallorca, España: José J. de Olañeta Editor. Artículos de J. Biès, J. Cutsinger, J. Hani, H. Smith, P. Laude, M. Lings, S.H. Nasr, H. Oldmeadow, W. Perry, Sw. Ramdas, C. Schuon, M. Soares de Azevedo, W. Stoddart, T. Yellowtail, et al. ISBN 84-9716-350-8.
- Stoddart, William (2008). Remembering in a World of Forgetting. Bloomington/IN, EE. UU.: World Wisdom Books. ISBN 978-1-933316-46-8.

### Artículos en monografías
- Aymard, Jean-Baptiste (2004a). «Frithjof Schuon (1907-1908). Conocimiento y vía de interioridad. Aproximación biográfica.». Frithjof Schuon (1907-1908): notas biográficas, estudios, homenajes. Palma de Mallorca, España: José J. de Olañeta Editor. pp. 23-92. ISBN 84-9716-350-8.
- Aymard, Jean-Baptiste (2004b). «Un retrato espiritual». Frithjof Schuon (1907-1908): notas biográficas, estudios, homenajes. Palma de Mallorca, España: José J. de Olañeta Editor. pp. 95-124. ISBN 84-9716-350-8.
- Biès, Jean (2004). «Frithjof Schuon y la primordialidad hindú». Frithjof Schuon (1907-1908): notas biográficas, estudios, homenajes. Palma de Mallorca, España: José J. de Olañeta Editor. pp. 255-280. ISBN 84-9716-350-8.
- Laude, Patrick (2002a). «L'esthétique métaphysique et spirituelle de Frithjof Schuon». Frithjof Schuon. Les Dossiers H. Lausana, Suiza: L'Âge d'Homme. pp. 116-132. ISBN 978-2-8251-1458-2.
- Laude, Patrick (2002b). «Esoterism and Tradition». Frithjof Schuon: Life and Teachings. Albany/NY, EE. UU.: State University of New York Press. pp. 79-106. ISBN 978-079146205-8.
- Laude, Patrick (2004). «Observaciones sobre la noción de esoterismo en Frithjof Schuon». Frithjof Schuon (1907-1908): notas biográficas, estudios, homenajes. Palma de Mallorca, España: José J. de Olañeta Editor. pp. 189-193. ISBN 84-9716-350-8.
- Lindbom, Tage (2004). «Frithjof Schuon y nuestro tiempo». Frithjof Schuon (1907-1908): notas biográficas, estudios, homenajes. Palma de Mallorca, España: José J. de Olañeta Editor. pp. 125-134. ISBN 84-9716-350-8.
- Lings, Martin (2004). «Una mirada autobiográfica». Frithjof Schuon (1907-1908): notas biográficas, estudios, homenajes. Palma de Mallorca, España: José J. de Olañeta Editor. pp. 317-323. ISBN 84-9716-350-8.
- Nasr, Seyyed Hossein (2004). «Algunos aspectos de la obra». Frithjof Schuon (1907-1998): notas biográficas, estudios, homenajes. Palma de Mallorca, España: José J. de Olañeta Editor. pp. 213-219. ISBN 84-9716-350-8.
- Oldmeadow, Harry (2004). «The Heart of the Religio Perennis, Frithjof Schuon on Esotericism». Esotericism and the Control of Knowledge. Sidney, Australia: The University of Sydney. ISBN 1864876425.
- Oldmeadow, Harry (2012). «Frithjof Schuon on Culturism + Frithjof Schuon on Eastern Traditions». Touchstones of the Spirit: Essays on Religion, Tradition and Modernity. Bloomington/IN, EE. UU.: World Wisdom Books. ISBN 978-1-936597-03-1. Consultado el 17 de febrero de 2022.
- Ramdas, Swami (2004). «Visita a un Santo Sufí». Frithjof Schuon (1907-1908): notas biográficas, estudios, homenajes. Palma de Mallorca, España: José J. de Olañeta Editor. pp. 339-340. ISBN 84-9716-350-8.
- Scott, Timothy (2004). «The Elect and the Predestination of Knowledge: ‘Esoterism’ and ‘Exclusivism’: A Schuonian Perspective». Esotericism and the Control of Knowledge. Sídney, Australia: The University of Sydney. ISBN 1864876425.
- Smith, Huston (2004). «La Providencia percibida: En memoria de Frithjof Schuon». Frithjof Schuon (1907-1908): notas biográficas, estudios, homenajes. Palma de Mallorca, España: José J. de Olañeta Editor. pp. 391-392. ISBN 84-9716-350-8.
- Yellowtail, Thomas (2004). «Homenaje de un amigo indio». Frithjof Schuon (1907-1908): notas biográficas, estudios, homenajes. Palma de Mallorca, España: José J. de Olañeta Editor. pp. 355-356. ISBN 84-9716-350-8.

### Artículos en revistas
- Chevilliat, Bernard (2016). «Frithjof Schuon ou le regard de l'aigle». Ultreïa (Lagorce, Francia: Hozhoni) 7. ISSN 2416-674X.
- Cutsinger, James (2000). «Colorless Light and Pure Air: The Virgin in the Thought of Frithjof Schuon». Sophia (Oakton/VA, EE. UU.) 6 (2).
- García-Varela, Jesús (1998). «The Role of Virtues According to Frithjof Schuon». Sophia (Oakton/VA, EE. UU.) 4 (2). ISSN 1521-1231.
- Lakhani, Ali (2007). «A Commentary on the Teachings of Frithjof Schuon». Sacred Web (Vancouver, Canadá) 20. ISSN 1480-6584.
- Nasr, Seyyed Hossein (1999). «Frithjof Schuon et la tradition islamique». Connaissance des Religions (París, Francia: Le Courrier du Livre): 123-139. ISBN 2-7029-0392-4.
- Oldmeadow, Kenneth (Harry) (2000). «Formal Diversity, Essential Unity: Frithjof Schuon on the Convergence of Religions». Sacred Web (Vancouver, Canadá) 5. Consultado el 17 de febrero de 2022.
- Scott, Timothy (2007). «“Made in the Image”: Schuon’s theomorphic anthropology». Sacred Web (Vancouver, Canadá) 20. ISSN 1480-6584. Consultado el 17 de febrero de 2022.
- Shah-Kazemi, Reza (2000). «Frithjof Schuon and Prayer». Sophia (Oakton/VA, EE. UU.) 4 (2). ISSN 1521-1231.
- Soares de Azevedo, Mateus (2002). «Frithjof Schuon and Sri Ramana Maharshi: A survey of the spiritual masters of the 20th century». Sacred Web (Vancouver, Canadá) 10. Consultado el 17 de febrero de 2022.
- Stoddart, William (2000). «Lossky’s Palamitism in the Light of Schuon». Sacred Web (Vancouver, Canadá) 6.